# Richard Stoddart Ewell

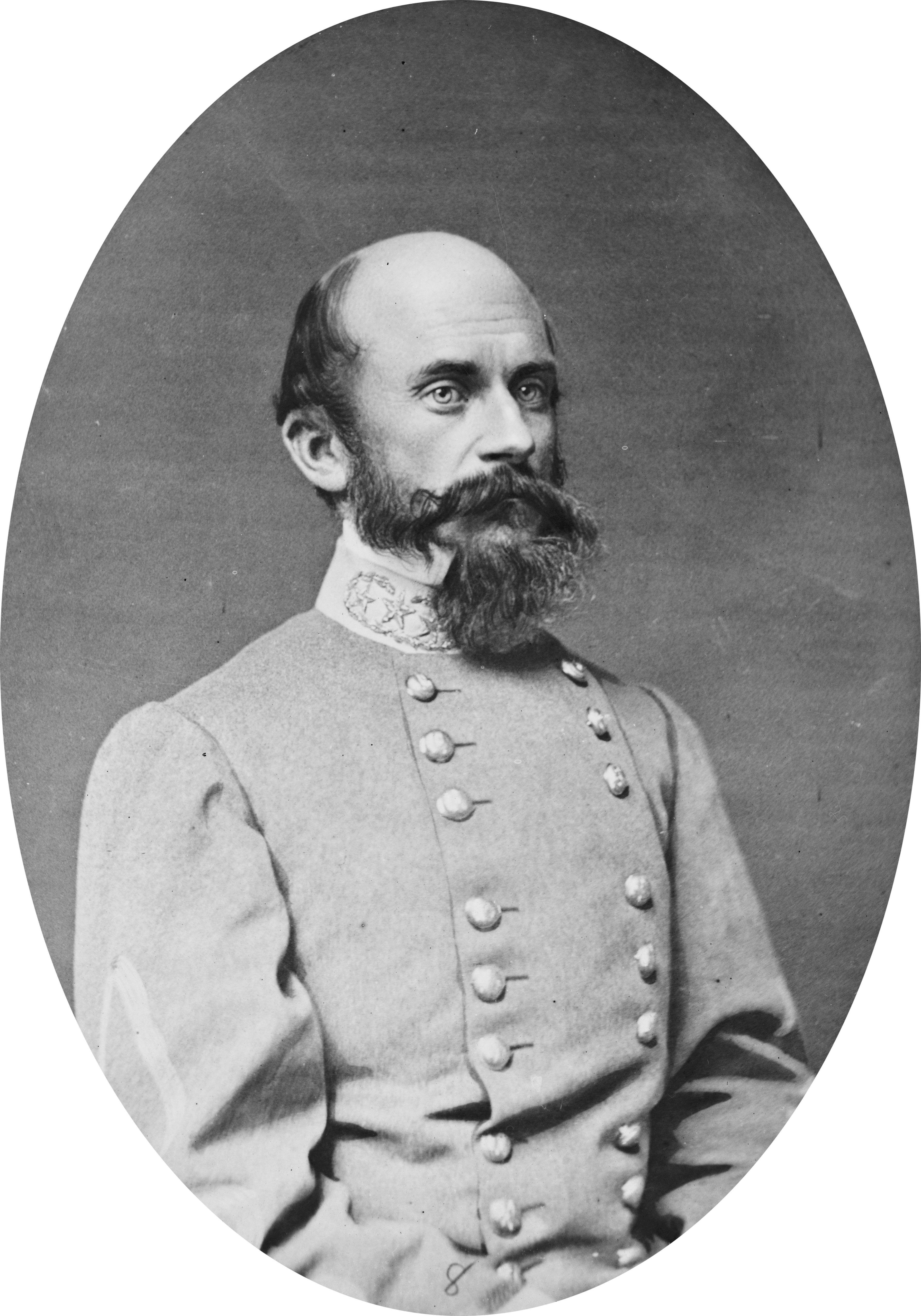
Richard Stoddart Ewell.

Richard Stoddart Ewell, född 8 februari 1817 i Georgetown, D.C., död 25 januari 1872 i Spring Hill, Tennessee, var en amerikansk militär och general i Amerikas konfedererade stater.

## US Army
Ewell examinerades från militärakademin i West Point på 13:e plats i sin kurs år 1840 och blev dragonofficer. Under mexikanska kriget sårades han år 1859 i strid mot apacher. I maj 1861 begärde han avsked som kapten från den amerikanska armén.

## Inbördeskriget
Richard Stoddart Ewell blev brigadgeneral i sydstatsarmén den 17 juni 1861. Vid första slaget vid Bull Run i juli samma år utmärkte han sig och utnämndes därför till generalmajor i januari 1862. Efter Shenandoah Valley fortsatte han till sjudagarsslagen vid Richmond i juni 1862. Under andra slaget vid Bull Run i augusti 1862 sårades han svårt och hans ena ben måste amputeras. Han befordrades till generallöjtnant och återvände i tjänst med träben och tog över befälet av II kåren i Norra Virginiaarmén i maj 1863. Han kom att kritiseras hårt för att han inte fullföljde sydstatsarméns anfall under slaget vid Gettysburg den 1 juli 1863. Till följd av dålig hälsa tvingades han dra sig tillbaka år 1864, men sedan han tillfrisknat fick han befälet över försvaret vid Richmond i april 1865. Efter evakueringen av staden togs han tillfånga. 

## Efter kriget
Efter krigsfångenskapen ägnade han sig åt lantbruk nära Spring Hill i Tennessee.